# 白いトリュフの宿る森
『白いトリュフの宿る森』 (しろいトリュフのやどるもり、原題: The Truffle Hunters )は、2020年のドキュメンタリー映画。
監督・製作は、マイケル・ドゥウェックとグレゴリー・カーショウ。エグゼクティブ・プロデューサーは、ルカ・グァダニーノ。北イタリアのピエモンテ州の森の中で、犬とともに白トリュフを探すトリュフハンターの老人たちを描く。
2020年1月30日にサンダンス映画祭でプレミア上映後、翌2021年3月5日に米国で公開。日本では2022年2月18日に公開。米国での配給はソニー・ピクチャーズ・クラシックス、日本での配給はソニー・ピクチャーズ・エンタテインメント。

## 公開
サンダンス映画祭でのプレミア後、ソニー・ピクチャーズ・クラシックスが配給権を150万ドルで獲得。カンヌ映画祭とテルライド映画祭で予定されていた上映は、新型コロナウイルスの感染拡大の影響で中止された。2020年9月18日にはトロント国際映画祭で、同年10月5日にはニューヨーク映画祭で上映。公開日の調整を経て、2021年3月5日に米国で公開。

## 評価
映画批評集積サイトRotten Tomatoesでは128件のレビューに基づき、批評家支持率は97%、平均評価は10点満点中8.2点となっている。 Metacriticでは、 31件のレビューに基づき100点満点中84点が付けられ、「世界的な大絶賛」（英: "universal acclaim"）と紹介されている。